# Музей класика єврейської літератури Шолом-Алейхема

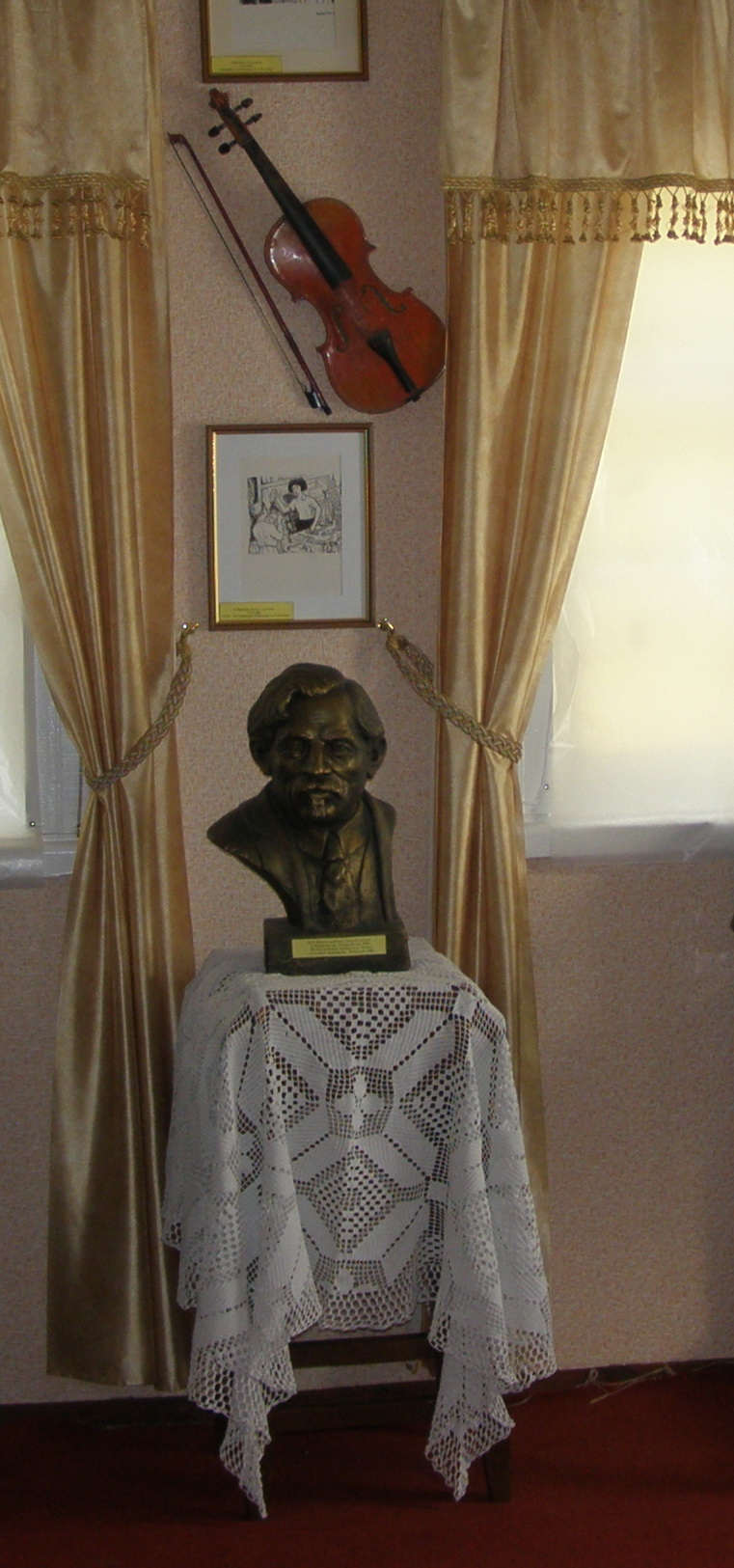
Погруддя Шолом-Алейхема. Скульптор Г. Савічев

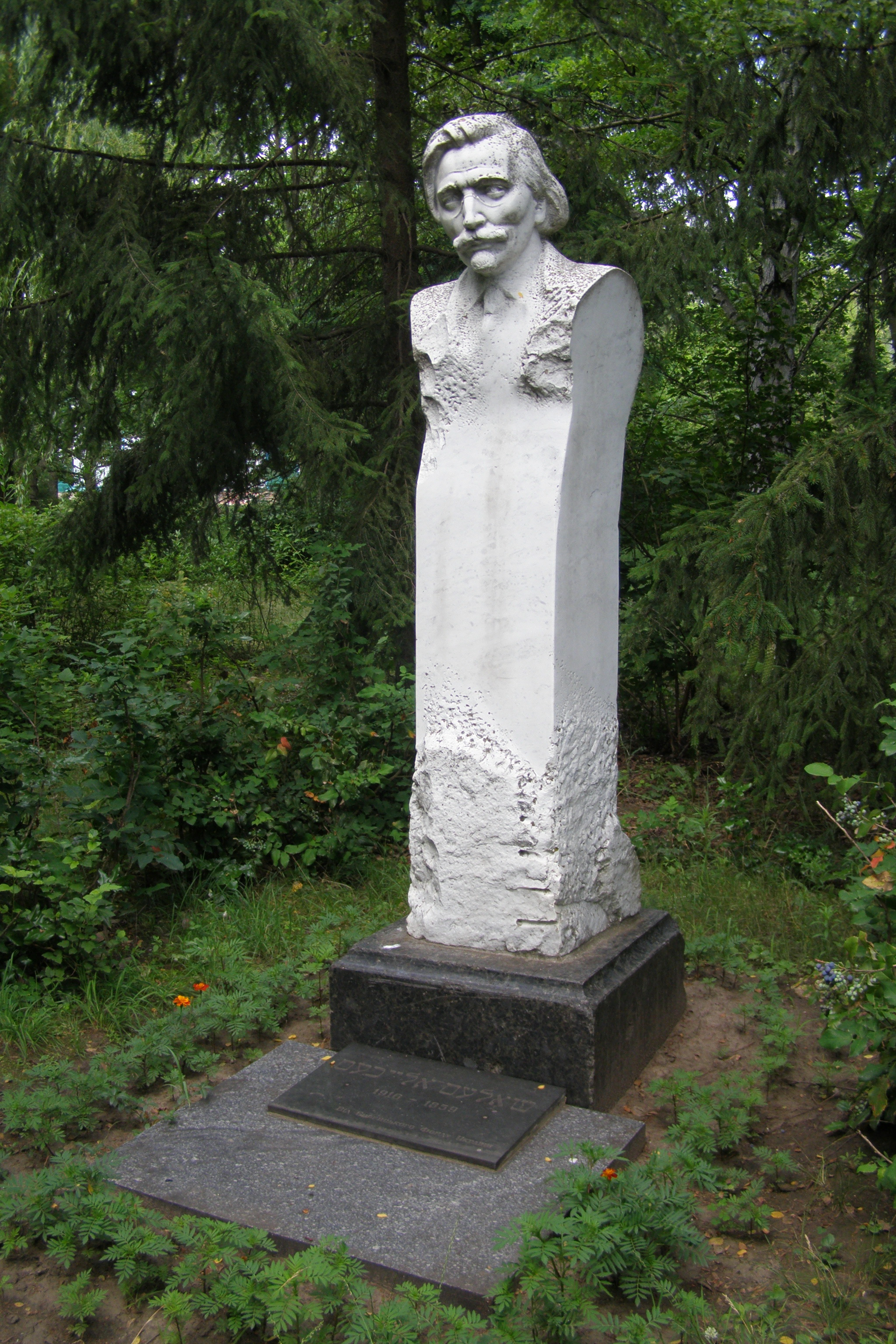
Пам'ятник Шолом-Алейхему. Скульптор М. Альтшулер

Музей класика єврейської літератури Шолом-Алейхема — музей присвячений життю і творчості єврейського письменника Шолома-Алейхема, який народився у Переяславі. Комплекс є експозиційною одиницею музею народної архітектури та побуту Середньої Наддніпрянщини.

## Історія створення
Музей відкрито в 1978 році на честь 120-річчя від дня народження письменника. Його розмістили у пам'ятці української народної архітектури ХІХ ст. — хаті мірошника із села Сомкова Долина. Там відтворили інтер'єри кабінету та вітальні батьківського будинку Шолом-Алейхема (Соломона Рабиновича).

## Музейна експозиція
На одвірку дверей прикріплена мезуза, яка свідчить, що це житло єврея і вона оберігає його. В експозиції представлені такі речі: меблі, посуд, сімейні світлини, предмети культу. На столику та столі талес, тора, молитовник, філактерії, ханукія, суботні свічки, серветка — благословення, серветка для маци, ярмолка, кіпа — все це оточувало віруючого єврея протягом життя. На припічку підшивки єврейських газет «Восход», «Рассвет», «Русский єврей», «Єврейская жизнь». Ці газети видавалися в кінці ХІХ ст. у Москві, Санкт-Петербурзі, Одесі та могли бути у батька письменника Наума Рабиновича.
Історико-літературна експозиція розповідає про життєвий та творчий шлях письменника, який народився 2 березня 1859 року в м. Переяславі в родині дрібного крамаря. У 1876 р. Шолом-Алейхем з відзнакою закінчив Переяславське повітове училище і почав писати художні твори на ідиш. У 14 років під впливом єврейського письменника Мапу був написаний роман на староєврейській мові «Дочка Сіона». Прочитавши книгу Данієля Дефо «Робінзон Крузо», він написав «Єврейський Робінзон Крузо». Серед його найвідоміших творів є «Хлопчик Мотл», «Тев'є молочар», «З ярмарку», роман «Мандрівні зорі» та багато інших. У музеї експонуються твори Шолом-Алейхема, видані різними мовами у різні роки і в різних країнах, документи, листи, театральні афіші, світлини із вистав, ілюстрації до його творів художників М. Горшмана, Е. Кравцова, З. Толкачова, портрети письменника пензля художників В. Василенка, Є. Вассермана, З. Толкачова.
Особливе місце в експозиції займає розповідь про родину Шолом-Алейхема: брата, дружину, дітей та матеріали про перебування онуків — Шервіна та Белл Кауфман — у Переяславі, на батьківщині діда.
Експозиція розповідає про зв'язки класика з письменниками М. Горьким, В. Короленком, Л. Толстим, А. Чеховим, І-Л. Перецом, Менделе Мойхер-Сфорімом, З.-Н. Бяликом. Також експонується портрет Т. Г. Шевченка. Вперше Шолом з віршами Кобзаря познайомився у Переяславі. Багато знав віршів напам'ять, а маючи гарний голос, співав українські народні пісні та пісні, написані на слова Т. Г. Шевченка «Думи мої», «Реве та стогне Дніпр широкий», «Як умру, то поховайте».
Також представлені матеріали по вшануванню пам'яті Шолом-Алейхема. З нагоди 125-річчя від дня народження письменника у 1984 році перед приміщенням музею йому
встановлено пам'ятник роботи московського скульптора М. Альтшулера, виготовлений з білого мармуру. У верхній частині погруддя Шолом-Алейхема, що до низу
плавно переходить в прямокутний в перерізі стовп, який складає 2/3 від висоти пам'ятника. Постамент прямокутної форми, виготовлений з граніту. Перед постаментом на землі розташована гранітна плита, в верхній частині якої закріплена анотаційна дошка.
До комплексу об'єктів на подвір'ї музею Шолом-Алейхема входять повітка та курник (перевезені з с. Сомкова Долина, Переяслав-Хмельницького р-ну, Київської області), побудовані в кінці ХІХ ст.

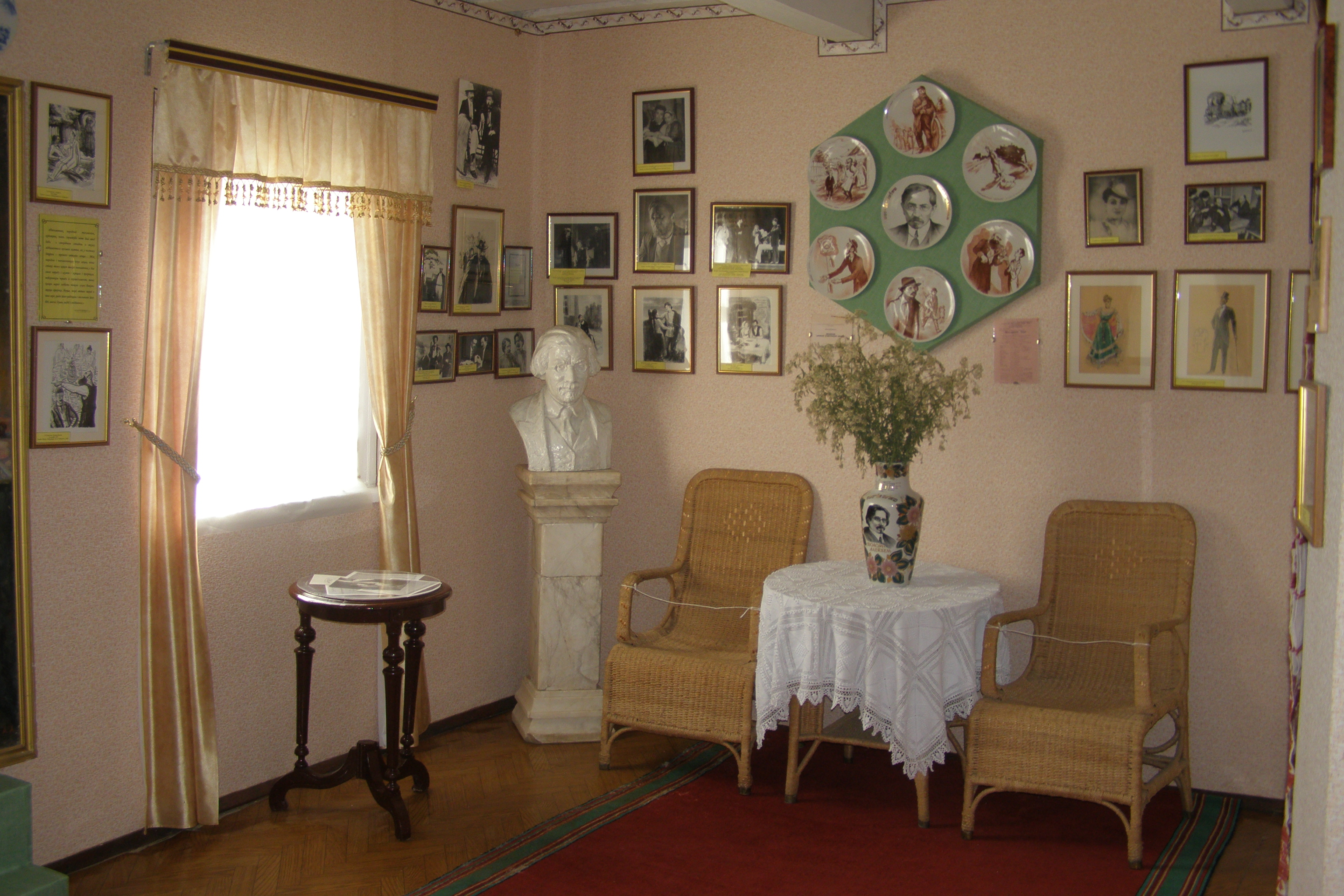
Інтер'єр
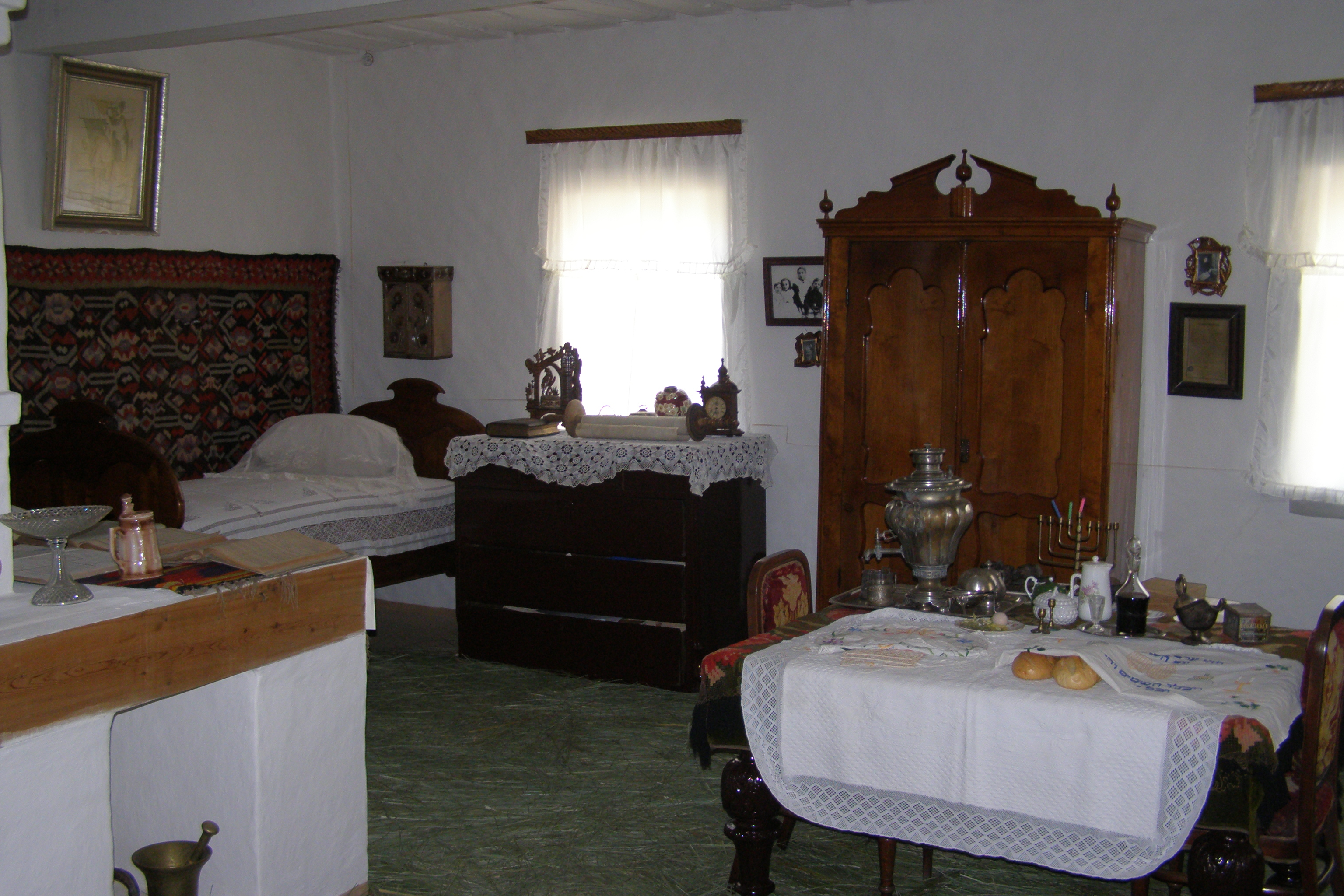
Інтер'єр
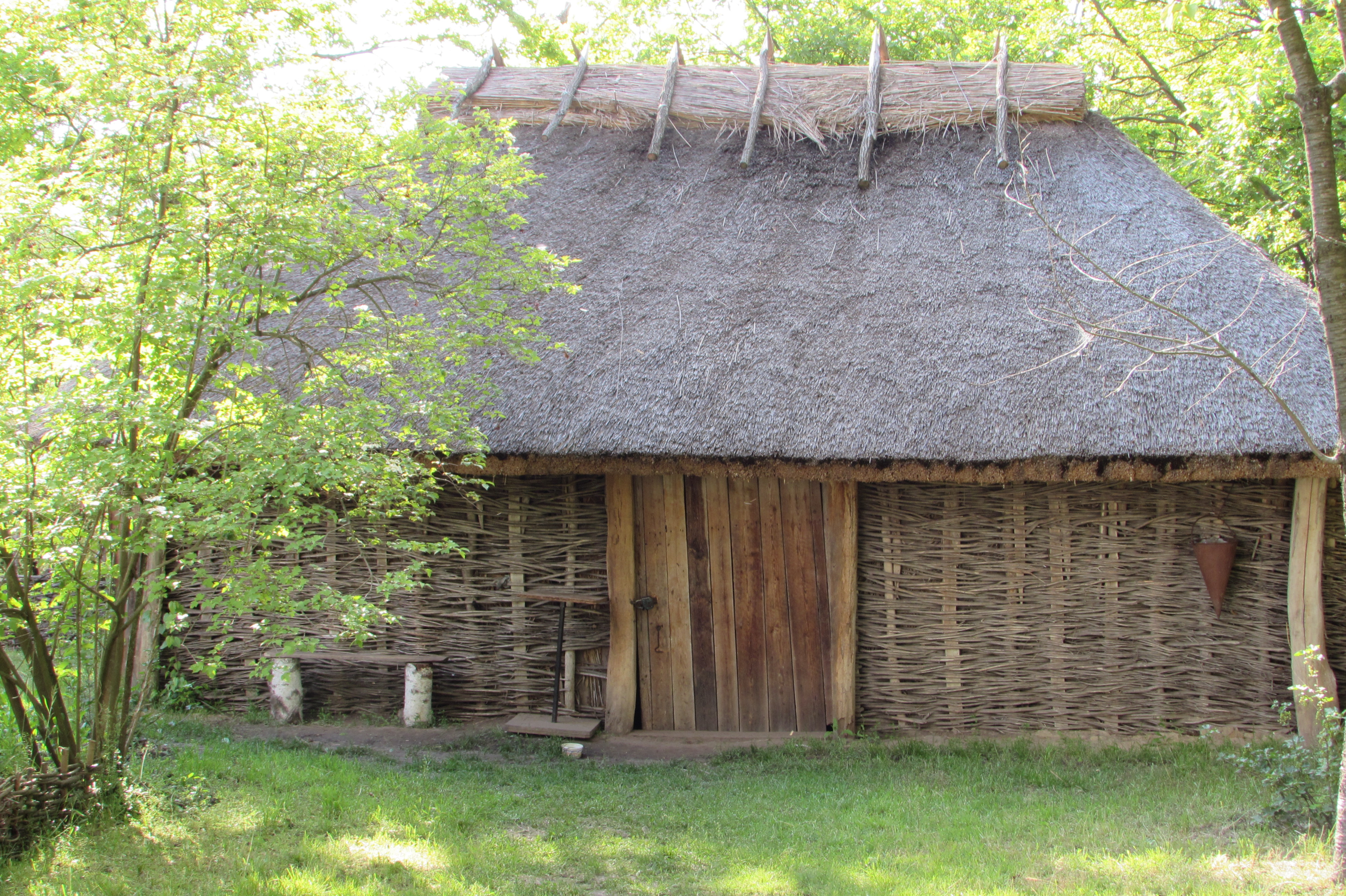
Повітка
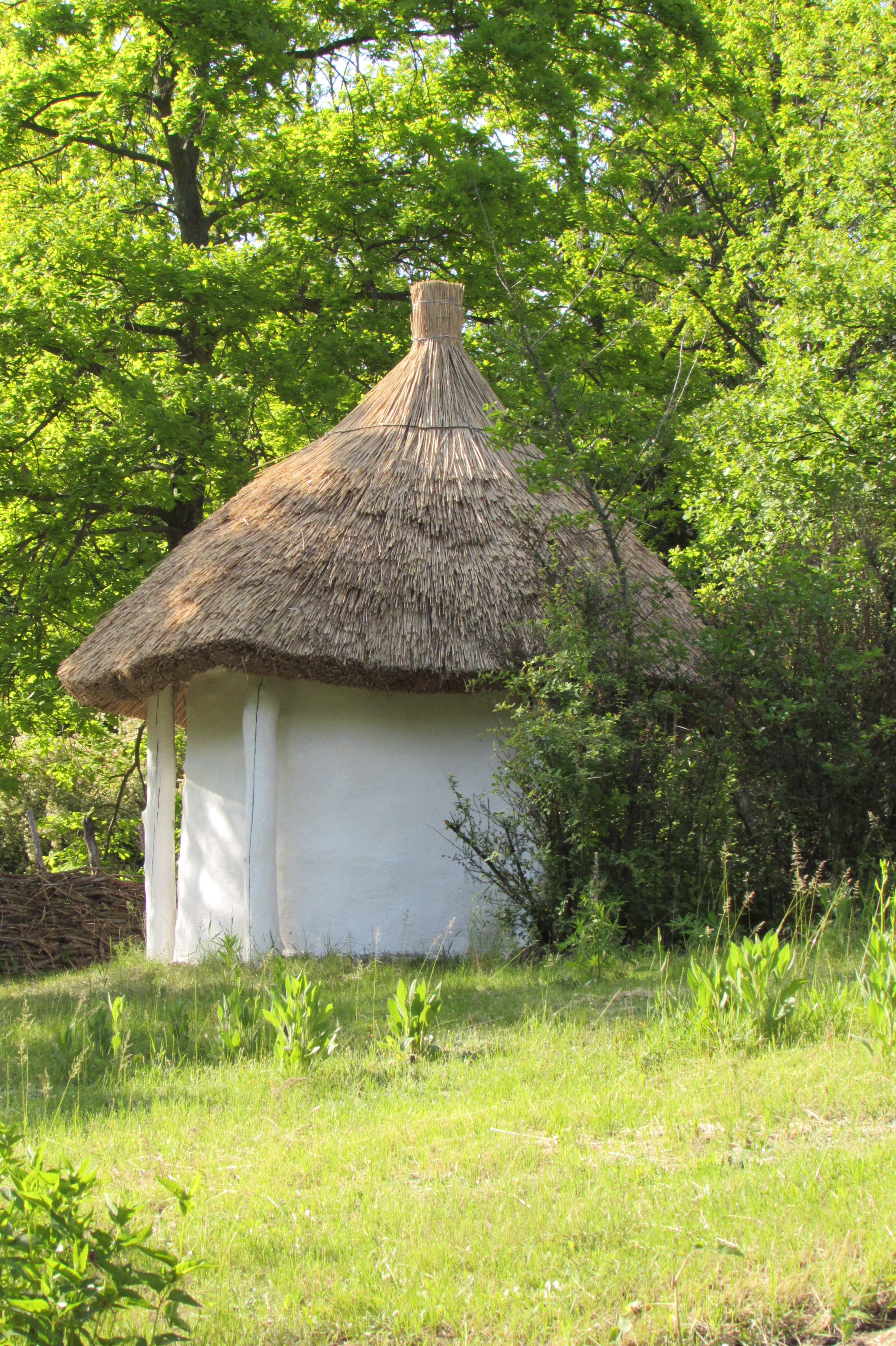
Курник